# Фантазія на тему любові
«Фантазія на тему любові» — радянський художній фільм 1980 року, знятий режисером Аїдою Манасаровою на кіностудії «Мосфільм».

## Сюжет
Широкоформатний фільм У головній ролі — улюбленець тогочасної публіки фігурист Юрій Овчинников. Музикант із вокально-інструментального ансамблю «Фокус» несподівано для себе стає «нареченим» чемпіонки країни зі спортивних танців на льоду. Проте жартівливий розіграш стає причиною і серйозним приводом для справжнього кохання. У «ролі» музичного ансамблю «Фокус» — гурт Стаса Наміна.

## У ролях
- Юрій Овчинников — Олександр (озвучив Андрій М'ягков, вокал: Олександр Федоров)
- Ірина Скобелєва — Настя Єрмолаєва (озвучила Олена Коренєва)
- Амаяк Акопян — Степан (озвучив Олександр Бєлявський)
- Андрій Вітман — Віктор Мишкін
- Анастасія Вознесенська — Галина Андріївна, тренер
- Ігор Саруханов — співак, музикант ансамблю «Фокус»
- Олександр Слизунов — музикант ансамблю «Фокус»
- Володимир Васильєв — співак ансамблю «Фокус»
- Валерій Живєтьєв — співак, музикант ансамблю «Фокус»
- Олександр Герасимов — музикант ансамблю «Фокус», барабанщик
- Всеволод Абдулов — глядач на фігурному катанні
- Анатолій Вєдьонкін — глядач на фігурному катанні
- Стас Намін — епізод
- Валеріан Виноградов — епізод
- Марина Зуєва — партнерка Віктора Мишкіна
- Олімпіада Калмикова — епізод
- Михайло Кислов — епізод
- В. Ольшанников — епізод
- Георгіос Совчіс — епізод
- Рафаель Арменян — епізод
- Володимир Плотников — епізод

## Знімальна група
- Режисер — Аїда Манасарова
- Сценаристи — Олександр Мар'ямов, Аїда Манасарова
- Оператор — Генрі Абрамян
- Композитори — Стас Намін, Олександр Слизунов
- Художник — Наталія Мєшкова